# Maury Wills
Pour les articles homonymes, voir Wills.
Maurice Morning Wills, dit Maury Wills (né le 2 octobre 1932 à Washington, D.C., États-Unis et mort le 19 septembre 2022 à Sedona en Arizona) est un ancien joueur d'arrêt-court étoile des Ligues majeures de baseball. Il y a évolué 14 saisons, la majorité avec les Dodgers de Los Angeles, de 1959 à 1972.
Il fut nommé joueur par excellence de la saison 1962 dans la Ligue nationale, participa 5 fois au match des étoiles, remporta 2 Gants dorés pour son jeu défensif et fit partie de 3 équipes championnes de la Série mondiale. Il fut le champion voleur de buts de sa ligue en 6 occasions et détint le record des majeures pendant 12 ans.
En 1969, il fut le tout premier frappeur de l'histoire de la franchise des Expos de Montréal.
Maury Wills fut également manager dans les majeures pendant une courte période.

## Carrière de joueur

### Dodgers de Los Angeles
Maury Wills signe en 1951 un contrat avec les Dodgers de Brooklyn. La franchise déménage sur la côte Ouest américaine en 1958 et c'est en 1959, à l'âge de 26 ans, que Wills joue son premier match dans les Ligues majeures pour les Dodgers de Los Angeles.
Dès 1960, il se distingue pour son coup de bâton (moyenne offensive de ,295) et sa rapidité (50 buts volés en 62 tentatives). Il est champion voleur de buts de la Ligue nationale six saisons consécutives, de 1960 à 1965, avec respectivement 50, 104, 40, 53 et 94 larcins. Sa vitesse autour des sentiers lui permet aussi de dominer la ligue pour les triples en 1962, avec dix.
Ses 104 vols de buts en 1962 constituaient le nouveau record de l'ère moderne du baseball et il tint pendant 12 saisons, jusqu'aux 118 de Lou Brock en 1974.
Wills remporte le Gant doré à la position d'arrêt-court pour l'excellence de son jeu défensif en 1961 et 1962. Il est invité au match des étoiles du baseball majeur en 1961, 1962, 1963, 1965 et 1966, chaque fois comme représentant des Dodgers.
En 1962, il est préféré de justesse à Willie Mays comme joueur par excellence de la Ligue nationale malgré un nombre peu élevé de points produits (48). En revanche, il frappe dans une moyenne au bâton de ,299 avec 208 coups sûrs. La même année, il est le premier dans l'histoire des majeures à être nommé joueur par excellence d'une partie d'étoiles. Cette classique existait auparavant mais la tradition de nommer le meilleur participant débuta en 1962. Le 10 juillet, il frappe donc un coup sûr, vole un but et marque deux points, dont celui de la victoire sur un ballon-sacrifice de Felipe Alou, dans un gain de 3-1 des vedettes de la Ligue Nationale sur celles de la Ligue américaine au D.C. Stadium de Washington.

### Pirates de Pittsburgh
En décembre 1966, Maury Wills est transféré aux Pirates de Pittsburgh en retour de Bob Bailey et Gene Michael. Il se distingue durant deux saisons avec sa nouvelle équipe.
Frappeur ambidextre, il maintient une moyenne offensive de ,302 la première année, égalant son record personnel établi en 1963 et dépassant la moyenne de ,300 pour la seconde et dernière fois de sa carrière.
À sa deuxième année à Pittsburgh, en 1968, il vole 52 buts.

### Expos de Montréal
Le 14 octobre 1968, Wills est le 21e athlète sélectionné au repêchage d'expansion en prévision de l'entrée dès la saison suivante de deux nouvelles équipes, les Padres de San Diego et les Expos de Montréal. Ces derniers choisissent Wills pour faire partie de leur formation inaugurale.
Le 8 avril 1969, Maury Wills est le premier frappeur de l'histoire des Expos de Montréal dans un match disputé au Stade Shea de New York. Il affronte le lanceur Tom Seaver des Mets de New York, qui le retire sur des prises. Wills se reprendra plus tard en réussissant 3 coups sûrs lors de cette partie, remportée 11-10 par Montréal.
L'arrêt-court s'avère toutefois une déception pour l'équipe canadienne. Il ne frappe que pour ,222 et est échangé le 11 juin à son ancienne équipe, les Dodgers. Manny Mota prend aussi le chemin de Los Angeles, alors que les Expos acquièrent Ron Fairly et Paul Popovich.

### Second séjour à Los Angeles
De retour chez les Dodgers, Wills rehausse sa moyenne à ,274 pour l'année 1969. Il vole également 40 buts pour la dernière fois de sa carrière.
Il connaît de bonnes saisons en 1970 et 1971, recevant même quelques votes dans la course au joueur de l'année. Il prend part à 71 parties en 1972 et se retire.
En 1 942 matchs dans le baseball majeur, Maury Wills a frappé dans une moyenne au bâton de ,281 avec 2 134 coups sûrs, dont 177 doubles, 71 triples et 20 coups de circuits. Il a produit 458 points, en a marqué 1 067 et a réussi 586 vols de buts en 794 tentatives.
Wills a participé quatre fois à la Série mondiale, faisant partie des équipes championnes des Dodgers en 1959, 1963 et 1965. Il y a pris part une dernière fois, dans une cause perdante, avec Los Angeles en 1966.

## Carrière de manager

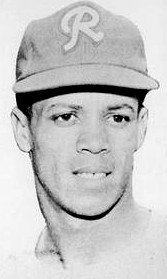
Maury Wills, 1957.

En 1980, Maury Wills prend la relève de Darrell Johnson comme manager des Mariners de Seattle de la Ligue américaine. Il dirige le club pour les 58 dernières parties de la saison et ne fait pas mieux que son prédécesseur. Victorieux 39 fois seulement en 65 parties (pourcentage de victoires de ,375) sous les ordres de Johnson, les Mariners ne remportent que 20 parties avec Wills comme gérant (,345). L'équipe encaisse 100 défaites et termine dernière de sa division.
En 1981, les Mariners ne comptent que 6 victoires en 25 parties lorsqu'il est remplacé par Rene Lachemann. Le dossier de Maury Wills comme manager est de 26-56 pour un pourcentage de victoires d'à peine ,317 en 83 parties.
Il meurt le 19 septembre 2022 à Sedona en Arizona à l'âge de 89 ans.